# Arnold-Eucken-Preis
Der Arnold-Eucken-Preis ist ein Förderpreis für Nachwuchswissenschaftler und wird für herausragende Leistungen in der Verfahrenstechnik vergeben.
Der Preis wird seit 1956 jährlich von der VDI-Gesellschaft Verfahrenstechnik und Chemieingenieurwesen (VDI-GVC) vergeben und ist nach Arnold Eucken, einem deutschen physikalischen Chemiker, benannt worden.
Die Forschungs-Gesellschaft Verfahrens-Technik (GVT) vergibt seit 1956 eine Arnold-Eucken-Medaille für verdiente Persönlichkeiten auf dem Gebiet der Verfahrenstechnik.

## Preisträger
- 1956: Eduard Kuss
- 1957: Leonhard Riedel
- 1958: Hans Jung
- 1959: Helmuth Glaser[2]
- 1960: Heinz Brauer
- 1962: Kurt Hedden
- 1963: Heinrich Röck
- 1964: Walter Straumann
- 1965: Werner Kast
- 1966: Karl Stephan
- 1966: Ernst-Ulrich Schlünder
- 1967: Otto Molerus[3]
- 1968: Edgar Muschelknautz
- 1969: Otto Nagel
- 1970: Klaus Schönert
- 1972: Klaus Elgeti
- 1973: Wolfgang Leuckel
- 1974: Friedrich Löffler[4]
- 1975: Hans-Peter Hortig
- 1976: Joachim Werther
- 1977: Bernhard Lenze
- 1978: Johann Stichlmair
- 1979: Theo Pilhofer
- 1980: Holger Martin
- 1981: Peter Walzel
- 1982: Lutz Friedel
- 1982: Jürgen Gmehling
- 1984: Peter Zehner
- 1985: Josef Nassauer
- 1986: Günter R. Wozny
- 1987: Hartmut Schoenmakers
- 1988: Norbert Räbiger
- 1989: Karl-Ernst Wirth
- 1990: Wolfgang Marquardt
- 1990: Hans Engels
- 1992: Manfred Josef Hampe
- 1992: Ulrich Riebel
- 1994: Matthias Kind
- 1995: Hans Hasse
- 1995: Dietmar Schulze
- 1996: Jochen Büchs
- 1997: Heike Petra Schuchmann
- 1998: Eberhard Schmidt
- 1998: Marco Millies
- 1999: Gabriele Sadowski
- 1999: Kai Sundmacher
- 2000: Thomas Turek
- 2000: Frank Einar Kruis
- 2003: Kolios Grigorius
- 2004: Jadran Vrabec
- 2006: Thomas Danner
- 2007: Wilhelm Schabel
- 2008: Jens-Uwe Repke
- 2009: Franz Winter[5] oder Anja Drews und André Bardow[6]
- 2010: Feelly Rüther[7]
- 2011: Marco Haumann und Martin Seipenbusch[8]
- 2012: Niels Hansen
- 2014: Christoph Müller
- 2016: Tim Zeiner
- 2018: Christoph Held
- 2020: Kai Langenbach[9]
- 2022: Gregor D. Wehinger[10]